# Black Sails/ブラック・セイルズ
『Black Sails/ブラック・セイルズ』はアメリカの歴史ドラマシリーズ。ニュープロビデンス島を舞台に、ロバート・ルイス・スティーヴンソンの小説「宝島」の前日譚を描く。放送局はアメリカのStarz。2014年1月18日からYouTubeなどのビデオ配信サービスで配信が開始された。エグゼクティブ・プロデューサーとしてマイケル・ベイが関わっている。
現在日本ではAmazonプライムで配信されている他、角川書店よりDVDシリーズが発売されている。

## プロット
1715年の海賊の黄金時代のカリブ海にて、無法地帯となったニュープロビデンス島ナッソーを舞台にフリント船長と多くの人物の冒険と策謀を描く。チャールズ・ベイン、ジャック・ラッカム、アン・ボニー、ベンジャミン・ホーニゴールド、ネッド・ロウ、イスラエル・ハンズ、黒髭ことエドワード・ティーチなどの実在の海賊たちが登場する。

### シーズン1
フリント船長は500万ドルもの財宝を積んだスペインのガレオン船、ウルカ・デ・リマ号を追い、ついにその手がかりに辿り着く。しかしその航路を記す日誌の重要な部分をジョン・シルバーが盗み出していた。シルバーは料理人としてフリント船長のウォルラス号に乗り込むが、娼婦のマックスに秘密を知られることになる。シルバーとマックスはフリントと敵対する船長、チャールズ・ベインに情報を売ろうとする。海賊たちの密輸品を流通させるナッソーの女主人エレノア・ガスリーはフリントを支持し、ベインを陥れようと目論む。

### シーズン2
フリント率いるウォルラス号の乗組員たちはついにウルカ号の所在を突き止めるが、目前でスペインの艦隊に遭遇し、襲撃は失敗に終わる。戦闘で島に流れ着いたフリントらは嵐で座礁したウルカ号を発見するものの、戦艦と護衛により近寄ることが出来ない。エレノアはフリントが財宝を持ち帰ることを信じるが、極悪非道なネッド・ロウ船長の登場と、ベインが砦を占領したことにより窮地に立たされる。島に生じる混乱の中で、フリントは自らの過去と対峙することになる。

### シーズン3
チャールズタウンで多くの犠牲を払ったフリントは自らの力を示すためにイギリスと対立する。ラッカムとアン、マックスはウルカ号の財宝を管理し、砦を修復して敵の侵攻に備えるが、エレノアが協力する新たなバハマ総督ウッズ・ロジャーズの脅威にさらされる。島にイギリス海軍が迫る中で伝説的な海賊、“黒髭”エドワード・ティーチが帰還する。

### シーズン4
フリント、ティーチ、ラッカムらの海賊たちによる同盟はナッソーに侵攻するが、ロジャーズの反撃によって退けられてしまう。海賊たちの多くは捕えられ、ロジャーズの配下であるベリンジャーによる厳しい処置を受ける。フリントとビリーは起死回生を狙うためにプロビデンス島のプランテーションを襲撃する計画を立てる。一方、浜に打ち上げられたシルバーの前に、かつてティーチの乗組員だったというイスラエル・ハンズが現れる。

## 登場人物

### 主要人物
| 役名                 | 俳優                           | 日本語吹替 | 説明                                                                               |
| -------------------- | ------------------------------ | ---------- | ---------------------------------------------------------------------------------- |
| ジェームズ・フリント | トビー・スティーブンス         | 本多新也   | ウォルラス号およびスペイン軍艦の船長。本名ジェームズ・マックグロウ                 |
| エレノア・ガスリー   | ハンナ・ニュー                 | 村中知     | 密輸品を売買するナッソーの女主人。バハマの商人リチャード・ガスリーの娘             |
| ジョン・シルバー     | ルーク・アーノルド             | 阪口周平   | ウォルラス号およびスペイン軍艦の料理人で後の操舵手                                 |
| マックス             | ジェシカ・パーカー・ケネディ   | 藤田奈央   | 娼婦。娼館の女将                                                                   |
| ビリー・ボーンズ     | トム・ホッパー                 |            | 本名ウィリアム・マンダリー。ウォルラス号およびスペイン軍艦の甲板長で後の一等航海士 |
| チャールズ・ベイン   | ザック・マッゴーワン           | 志村知幸   | レンジャー号およびファンシー号の船長。ナッソーの砦の管理人                         |
| ジャック・ラッカム   | トビー・シュミッツ             | 吉田健司   | レンジャー号の操舵主。娼館の支配人。コロニアル・ドーン号の船長                     |
| アン・ボニー         | クララ・パジェット             | 杉浦慶子   | レンジャー号およびコロニアル・ドーン号の乗組員。ジャックの恋人                     |
| ハル・ゲイツ         | マーク・ライアン               |            | ウォルラス号の操舵手                                                               |
| スコット             | ハキーム・ケイ＝カジーム       |            | エレノアの助言者。ホーニゴールドの操舵手                                           |
| リチャード・ガスリー | ショーン・キャメロン・マイケル |            | エレノアの父。新世界の商人                                                         |
| ミランダ・バーロウ   | ルイーズ・バーンズ             |            | ニュープロビデンス島の住人でフリントの親密な友人。トーマス・ハミルトンの妻         |
| トーマス・ハミルトン | ルパート・ペンリー＝ジョーンズ |            | ロンドンのアルフレッド・ハミルトン卿の息子                                         |
| ウッズ・ロジャーズ   | ルーク・ロバーツ (俳優)        |            | 海賊掃討に乗り出したバハマ総督                                                     |
| エドワード・ティーチ | レイ・スティーヴンソン         | 宮崎敦吉   | アン女王の復讐号船長。通称“黒髭”                                                   |
| イスラエル・ハンズ   | デヴィッド・ウィルモット       | 宮崎敦吉   | 賞金稼ぎ。元アン女王の復讐号乗組員。                                               |
| マリオン・ガスリー   | ハリエット・ウォルター         |            | リチャード・ガスリーの母でエレノアの祖母                                           |

### その他の人物
| 役名                             | 俳優                                                 | 日本語吹替 | 説明                                                             |
| -------------------------------- | ---------------------------------------------------- | ---------- | ---------------------------------------------------------------- |
| ベンジャミン・ホーニゴールド     | Patrick Lyster                                       |            | ロイヤル・ライオン号の船長でナッソーの砦の管理人                 |
| ドゥフレン                       | Jannes Eiselen (シーズン1) Roland Reed (シーズン2–3) | 上田燿司   | ウォルラス号の会計士。スペイン軍艦の操舵手                       |
| シングルトン                     | Anthony Bishop                                       |            | ウォルラス号の乗組員                                             |
| ランドール                       | Lawrence Joffe                                       |            | ウォルラス号の料理人                                             |
| ローガン                         | Dylan Skews                                          |            | ウォルラス号およびスペイン軍艦の乗組員                           |
| モーリー                         | Jeremy Crutchley                                     |            | ウォルラス号の古参の乗組員                                       |
| ドグロート                       | Andre Jacobs                                         |            | ウォルラス号およびスペイン軍艦の航海長                           |
| マルドゥーン                     | Richard Wright-Firth                                 |            | ウォルラス号およびスペイン軍艦の乗組員                           |
| ジョージ                         | Winston Chong                                        |            | ウォルラス号およびスペイン軍艦の乗組員で東洋人の男               |
| ハウエル                         | Alistair Moulton Black                               |            | ウォルラス号およびスペイン軍艦の船医                             |
| ジョシュア                       | Richard Lukunku                                      |            | ウォルラス号およびスペイン軍艦の乗組員で戦いの先鋒を務める黒人   |
| イデル                           | Lise Slabber                                         |            | 娼婦                                                             |
| オマリー                         | カール・タニング                                     |            | エレノア・ガスリーの使用人                                       |
| フレイザー                       | David Butler                                         |            | ナッソーの鑑定人                                                 |
| ナフト船長                       | Graham Weir                                          |            | イントレピッド号の船長                                           |
| ローレンス船長                   | John Herbert                                         |            | ブラックハインド号の船長                                         |
| ハムンド                         | Neels Clasen                                         |            | レンジャー号の乗組員                                             |
| ヌーナン                         | Tony Caprari                                         |            | 娼館の主人                                                       |
| メイプルトン                     | Fiona Ramsay                                         |            | 娼館の女将                                                       |
| ランブリック牧師                 | Mark Elderkin                                        |            | ナッソーの牧師                                                   |
| ヒューム船長                     | David Dukas                                          |            | イギリス海軍スカーボロ号の船長                                   |
| ブライソン船長                   | ラングリー・カークウッド                             |            | アンドロマケ号の船長                                             |
| エメ                             | Sibongile Mlambo                                     |            | アンドロマケ号にいた奴隷                                         |
| アルビヌス                       | Garth Collins                                        |            | 元バッカニアで林業の頭                                           |
| エドワード・ロウ                 | Tadhg Murphy                                         |            | 愛称はネッド。残忍な人物でファンシー号の船長                     |
| ミークス                         | Brendan Murray                                       |            | ファンシー号の操舵手                                             |
| オーガスタス・フェザーストーン   | クレイグ・ジャクソン                                 |            | コロニアル・ドーン号の操舵手                                     |
| アビゲイル・アッシュ             | Meganne Young                                        |            | ピーター・アッシュ総督の娘                                       |
| ピーター・アッシュ               | ニック・ボライン                                     |            | カロライナ総督でかつてのフリントの友人                           |
| アルフレッド・ハミルトン         | ダニー・キーオ                                       |            | トーマス・ハミルトンの父親。ハミルトン公爵                       |
| ヘネシー提督                     | Greg Melvill-Smith                                   |            | イギリス海軍の提督。かつてジェームズ・マックグロウの上官であった |
| ウィリアム・レット               | Lars Arentz-Hansen                                   |            | チャールズタウンの大佐でアッシュ総督の部下                       |
| ジェンクス                       | Robert Hobbs                                         |            | ベインがアルビヌスの元から連れてきた操舵手                       |
| ギャレット                       | Aidan Whytock                                        |            | イントレピッド号の大工。後にビリーたちの協力者になる             |
| アンダーヒル                     | Russel Savadier                                      |            | ニュープロビデンス島の商人                                       |
| ドゥーリー                       | Laudo Liebenberg                                     |            | ウォルラス号およびスペイン軍艦の乗組員                           |
| シャーロット                     | Angelique Pretorius                                  |            | 絵が得意な娼婦                                                   |
| ハドソン                         | アンナ＝ルイーズ・プロウマン                         |            | ウッズ・ロジャーズの使用人                                       |
| チェンバレン                     | ジェイソン・コープ                                   |            | イギリス海軍の将校でロジャーズの艦隊の司令官                     |
| 女王                             | Moshidi Motshegwa                                    |            | マルーンのリーダーでスコットの妻                                 |
| マディ                           | ゼツ・ドロモ                                         |            | スコットの娘                                                     |
| ベン・ガン                       | Chris Fisher                                         |            | マルーンに捕らわれていた白人。後にウォルラス号の乗組員になる     |
| ドブス                           | Richard Lothian                                      |            | ウォルラス号の乗組員                                             |
| コーフィ                         | Andrian Mazive                                       |            | マディの忠実な部下                                               |
| エラーズ                         | Wilson Carpenter                                     |            | ティーチに志願した乗組員                                         |
| ソームズ                         | Adam Neill                                           |            | ロジャーズの顧問で評議会のメンバー                               |
| スロックモートン船長             | Dan Robbertse                                        |            | イギリスに寝返った元海賊船長                                     |
| フアン・アントニオ・グランダール | James Gracie (シーズン3) Jorge Suquet (シーズン4)    |            | 通商院およびスペイン軍の高官。スパイのハンドラーでもある         |
| ベリンジャー                     | クリス・ラーキン                                     |            | イギリス軍の大尉でロジャーズの副官                               |
| アトリー                         | Dale Jackson                                         |            | イギリス軍の中尉でベリンジャーの部下                             |
| ケンドリック                     | Clyde Berning                                        |            | イギリス軍の中尉でベリンジャーの部下                             |
| ルース                           | Tinah Mnumzana                                       |            | アンダーヒルの農場の奴隷                                         |
| ジュリアス                       | トニー・キゴロギ                                     |            | 反乱を起こした奴隷たちの指導者                                   |
| ヴィンセンテ・デ・ラハ           | Ilay Kurelovic                                       |            | スペイン領ハバナ総督                                             |
| ジョセフ・ガスリー               | Guy Paul                                             |            | リチャード・ガスリーの父でエレノアの祖父                         |
| マーク・リード                   | Cara Roberts                                         |            | ラッカムの船に志願した少年。その正体はメアリ・リード             |

## エピソード
| シーズン | シーズン | 話数 | 話数 | 放送期間      | 放送期間      |
| シーズン | シーズン | 話数 | 話数 | 初回放送      | 最終回放送    |
| -------- | -------- | ---- | ---- | ------------- | ------------- |
|          | 1        | 8    | 8    | 2014年1月25日 | 2014年3月15日 |
|          | 2        | 10   | 10   | 2015年1月24日 | 2015年3月28日 |
|          | 3        | 10   | 10   | 2016年1月23日 | 2016年3月26日 |
|          | 4        | 10   | 10   | 2017年1月29日 | 2017年4月2日  |

### シーズン１
| 通算 話数 | シーズン 話数 | タイトル | 監督               | 脚本                                                 | 放送日        | U.S.視聴者数 (百万人) |
| --- | ------------- | -------- | ------------------ | ---------------------------------------------------- | ------------- | --------------------- |
| 1 | 1             | "I."     | ニール・マーシャル | ジョナサン E スタインバーグ & ロバート・レヴィーン   | 2014年1月25日 | 0.846                 |
| ジョン・シルバーはフリント船長にとって重要な物を隠し持ちながら、彼の船の新しい料理人として乗組員に加わる。フリントは乗組員からの反逆に直面しており、人望を取り戻すことに苦心する。フリントはビリー・ボーンズの力を借りて、反乱分子のリーダーであるシングルトンを打倒する。一方、エレノア・ガスリーはイギリス海軍の海賊に対する取り締まりが強化する中、ニュープロビデンス島の秩序を維持しようと努力する。                     |               |          |                    |                                                      |               |                       |
| 2 | 2             | "II."    | サム・ミラー       | ジョナサン・E・スタインバーグ & ロバート・レヴィーン | 2014年2月1日  | 0.840                 |
| ビリーはフリントが嘘の告発によってシングルトンを裁いたことについて苦しむが、ゲイツにそれが乗組員全員の利益になると説得される。一方、シルバーとマックスはベイン船長と彼の操舵手ジャック・ラッカムにフリントから盗み出したウルカ・デ・リマ号についての情報を売ろうと企む。 |               |          |                    |                                                      |               |                       |
| 3 | 3             | "III."   | ニール・マーシャル | ジョナサン・E・スタインバーグ & ロバート・レヴィーン | 2014年2月8日  | 0.671                 |
| ウルカ号を追跡するため、ゲイツはホーニゴールド船長に協力を依頼する。シルバーとビリーは士気を維持するために、フリント船長に不満を抱いている乗組員たちを炙り出そうとする。最も適した協力者がベインであることを認めたフリントは彼と契約するが、マックスがベインの乗組員にレイプされたことを知ったエレノアはベインとの取引を全て禁じ、船を取り上げることによってベインに復讐する。これによってゲイツはレンジャー号の船長となる。 |               |          |                    |                                                      |               |                       |
| 4 | 4             | "IV."    | サム・ミラー       | ブラッド・カレブ・ケーン                             | 2014年2月15日 | 0.672                 |
| 戦いに向けてウォルラス号は傾船修理を行うことになる。ビリーはモーリーからフリントとバーロウ夫人に関する話を聞き、フリントへの信頼が揺らぐ。シルバーはビリーの忠誠についてフリントに警告する。エレノアはウルカ号を攻撃するための武器としてアンドロマケ号の12門の大砲を手に入れようとし、父親に協力を仰ぐ。一方、船を取り上げられて腐るベインだが、過去の幻影の姿を見る。                                                       |               |          |                    |                                                      |               |                       |
| 5 | 5             | "V."     | マーク・ミュンデン | ドリス・イーガン                                     | 2014年2月22日 | 0.744                 |
| ナッソーではラッカムたちが売春宿を乗っ取る。リチャード・ガスリーは娘の行動を止めるためにプロビデンス島のビジネスから手を引き、島は混乱に陥る。これによりエレノアに対する暴動が勃発してしまう。一方ウォルラス号はアンドロマケ号を追跡し拿捕するが、ブライソン船長は船倉に立て籠もってしまう。 |               |          |                    |                                                      |               |                       |
| 6 | 6             | "VI."    | T・J・スコット     | ヘザー・ベルソン                                     | 2014年3月1日  | 0.847                 |
| アンはマックスを虐待するハムンドと対立し、エレノアはその件でシルバーにある依頼をする。ビリーはバーロウ夫人の手紙を読み、フリントへの疑いを強める。アンドロマケ号に収容されたスコットは奴隷たちと反乱を起こす。一方ベインはある男を訪ねる。 |               |          |                    |                                                      |               |                       |
| 7 | 7             | "VII."   | マーク・ミュンデン | マイケル・アンジェリ                                 | 2014年3月8日  | 0.703                 |
| フリントとゲイツは、ビリーの失踪とバーロウ夫人の手紙について話し合う。シルバーはランドールに泥棒であることを暴露され、苦境に立たされる。スコットはエレノアの元を離れ、ホーニゴールドの乗組員となる。ラッカムは売春宿で利益を上げるのに苦労するが、マックスが協力することになる。ベインは新しい乗組員を得るためにかつて自分を使っていた男と取引をする。                                                                       |               |          |                    |                                                      |               |                       |
| 8 | 8             | "VIII."  | T・J・スコット     | ジョナサン・E・スタインバーグ & ロバート・レヴィーン | 2014年3月15日 | 0.762                 |
| ラッカムはマックスの協力で軌道に乗った売春のビジネスから古い人間を追い出す。ベインは新しい乗組員を連れてナッソーに舞い戻り、ホーニゴールドの砦を乗っ取る。ついにウルカ号の追跡が始まるが、目的の場所にウルカ号はいない。フリントと手を切ることを決意したゲイツは仲間たちを引き上げさせようとするが、フリントはゲイツを殺すことによってこれに対処する。ウォルラス号はスペイン軍艦の砲撃によって大破する。                     |               |          |                    |                                                      |               |                       |

### シーズン2
| 通算 話数 | シーズン 話数 | タイトル | 監督                   | 脚本 | 放送日        | U.S.視聴者数 (百万人) |
| --- | ------------- | -------- | ---------------------- | --- | ------------- | --------------------- |
| 9 | 1             | "IX."    | スティーブ・ボイアム   | ジョナサン・E・スタインバーグ & ロバート・レヴィーン                                                                      | 2015年1月24日 | 0.860                 |
| ウォルラス号の乗組員たちは浜辺に座礁したウルカ号を発見するが、兵士と軍艦に護衛されていて近寄ることができない。ドゥフレンによって船長の座から引きずり降ろされたフリントは、減刑のための償いとして軍艦に忍び込んで乗っ取ることを提案する。ベインが砦を占拠したことにより、ナッソーのビジネスにはベインが参入することになる。さらに秩序なく殺人を犯すファンシー号の船長、ネッド・ロウがナッソーに現れ、エレノアを脅迫し始める。ラッカムは仲間殺しの汚名を着せられ、その評判は地に落ちる。 |               |          |                        | |               |                       |
| 10 | 2             | "X."     | クラーク・ジョンソン   | マイケル・S・チャーヌキン                                                                                                 | 2015年1月31日 | 0.746                 |
| フリントは船長に返り咲くことを画策し、ドゥフレンを陥れる。一方シルバーも乗組員として欠かせない存在になるため一計を講じる。ファンシー号の操舵手であるミークスは無軌道なネッド・ロウの行いを危険視し、エレノアに彼を処分するように依頼するが、それは残酷な結果をもたらす。ラッカムはマックスとアンの親密な関係について知るが、それを受け入れ、再び海に出るための計画を提案する。 |               |          |                        | |               |                       |
| 11 | 3             | "XI."    | ステファン・シュワルツ | ブラッド・カレブ・ケーン                                                                                                  | 2015年2月7日  | 0.691                 |
| フリントはナッソーに帰還するが、砦がベインに乗っ取られたことを知り失望する。マックスの計らいによってラッカムの評判は回復するが、マックスが自分とアンの関係を壊すことを危険視する。ベインはエレノアを脅かすネッド・ロウと対決することになる。ロウがある重要な物を隠し持っていることを知ったベインはファンシー号である物を見つける。 |               |          |                        | |               |                       |
| 12 | 4             | "XII."   | クラーク・ジョンソン   | Story by : ジュリー・シージ Teleplay by : ジョナサン・E・スタインバーグ & ダン・ショツ                                    | 2015年2月14日 | 0.752                 |
| フリントは砦からベインを排除するため、一方的に砲撃が可能な場所に軍艦を設置して警告を送る。エレノアはフリントとベインが和解することを望む。一方ベインはロウが隠し持っていた物はカロライナ総督の娘であるアビゲイル・アッシュであることを知り、身代金を要求しようとする。マックスはラッカムが船と乗組員を獲得できるよう協力する。シルバーはベインの力を削ごうと金で彼の悪評を広めるが、その過程である人物と再開することになる。 |               |          |                        | |               |                       |
| 13 | 5             | "XIII."  | アリク・サカロフ       | アーロン・ヘルビング & トッド・ヘルビング                                                                                 | 2015年2月21日 | 0.750                 |
| フリントはベインの砦への砲撃を開始し、さらにホーニゴールドの乗組員らと協力して砦を奪還するために襲撃する計画を立てる。一方、ベインに捕らわれて砦に幽閉されている人物がアビゲイル・アッシュだと知ったバーロウ夫人はフリントを止めに出かける。アビゲイルの父のピーター・アッシュ総督はかつてトーマス・ハミルトンやフリントの盟友であったことが判明する。フリントはかつて、恩赦を与えることでナッソーから海賊を一掃するというトーマスの計画のために海軍省から派遣された軍属であり、彼と男色関係になったために、それを口実に海賊の恩赦を嫌ったトーマスの父、アルフレッドによりロンドンを追われた過去があった。バーロウ夫人はアビゲイルについてフリントに話し、ベインと対立することをやめて彼女を保護し、無傷で返還することでアッシュから恩赦を得ようと提案する。 |               |          |                        | |               |                       |
| 14 | 6             | "XIV."   | マイケル・ナンキン     | ヘザー・ベルソン | 2015年2月28日 | 0.778                 |
| フリントはバーロウ夫人の提案を飲み、エレノアやベインに停戦を申し入れる。しかしベインを憎むホーニゴールドたちはこれを受け入れない。ビリーは沈黙を守り、フリントへの復讐を留まる。一方でビリーは自分がスカーボロ号のヒューム船長に捕らわれ、フリントを捕らえることを条件に逃がされたのだとドゥフレンに明かす。ラッカムは船長になって初めての航海で獲物を手に入れるが、より強大なライバルと対峙することになる。 |               |          |                        | |               |                       |
| 15 | 7             | "XV."    | アリク・サカロフ       | リサ・シュルツ・ボイド | 2015年3月7日  | 0.632                 |
| エレノアはベインを裏切ってアビゲイルを逃がす。海賊たちはフリントとホーニゴールドのどちらがリーダーになるべきかについて投票することになるが、そこにウルカ号の財宝が既にスペインによって回収されてしまったという報せが届く。ビリーとドゥフレンはフリントを捕らえてイギリス海軍に突き出し、仲間たちが恩赦を受けることができるようにする計画を立てる。シルバーはマックスにウルカ号の財宝は未だ手付かずのまま残されていることを明かす。 |               |          |                        | |               |                       |
| 16 | 8             | "XVI."   | スティーブ・ボイアム   | Story by : マーク・ベルゼンスキー & マリア・メルニック Teleplay by : ジョナサン・E・スタインバーグ & ロバート・レヴィーン | 2015年3月14日 | 0.743                 |
| ビリーの罠によってフリントへの反乱分子は一掃される。フリントたちはアビゲイルを連れてカロライナに出航し、アッシュ総督と再開する。シルバーはマックスと共謀してウルカ号の財宝をラッカムたちに回収させる計画を立てる。メイプルトンによってマックスたちの企みを察知したエレノアはこれに対処しようとするが、ベインから思わぬ報復を受ける。 |               |          |                        | |               |                       |
| 17 | 9             | "XVII."  | ルーカス・エトリン     | Story by : ダン・ショツ Teleplay by :ブラッド・カレブ・ケーン                                                             | 2015年3月21日 | 0.653                 |
| フリントの船がチャールズタウンの港に停泊している間、ベインが夜陰に乗じて船を乗っ取る。アッシュはフリントの計画に協力すると言うが、バーロウ夫人はアッシュのかつての裏切りに気付き、彼を糾弾する。バーロウ夫人はウィリアム・レット大佐によって殺されてしまい、フリントは捕らわれる。一方ナッソーではホーニゴールドたちがエレノアを捕らえてイギリス海軍に引き渡す。 |               |          |                        | |               |                       |
| 18 | 10            | "XVIII." | スティーブ・ボイアム   | ジョナサン・E・スタインバーグ & ロバート・レヴィーン                                                                      | 2015年3月28日 | 0.668                 |
| チャールズタウンではフリントの裁判が行われることになり、アビゲイルはジョージアのサバンナに逃がされる。ベインは海賊の名声を貶めないためにフリントの救出を決意し自ら裁判に赴く。チャールズタウンの街は砲撃によって破壊され、フリントはアッシュへの復讐を果たす。シルバーは大きな代償を払うことになるが、操舵手に選ばれる。ナッソーではラッカムがウルカ号の財宝を持ち帰る。 |               |          |                        | |               |                       |

### シーズン3
| 通算 話数 | シーズン 話数 | タイトル  | 監督                   | 脚本                                                                                                 | 放送日        | U.S.視聴者数 (百万人) |
| --- | ------------- | --------- | ---------------------- | --- | ------------- | --------------------- |
| 19 | 1             | "XIX."    | アリク・サカロフ       | ジョナサン・E・スタインバーグ & ロバート・レヴィーン                                                 | 2016年1月23日 | 0.843                 |
| エドワード・ティーチがナッソーに帰還する。フリントは海賊を処刑した治安判事たちを襲撃して殺し、人々に恐怖を植え付ける。ラッカムによる砦の修復は難航し、マックスは危機を覚える。エレノアはロンドンで裁判が待つが、そこに新たにバハマ総督に任命されたウッズ・ロジャーズが現れて協力を要請される。フリントの前に海賊ハンターに転身したホーニゴールドが現れ、対決を余儀なくされる。 |               |           |                        | |               |                       |
| 20 | 2             | "XX."     | ルーカス・エトリン     | ジョナサン・E・スタインバーグ & ブラッド・カレブ・ケーン                                             | 2016年1月30日 | 0.759                 |
| ティーチはベインに再会するが、繁栄しすぎたナッソーの現状に失望する。マックスは財宝を取り回しの容易な真珠に交換する計画を立てる。ロジャーズは協力者としてエレノアを伴いプロビデンス島に出航する。フリントはホーニゴールドを振り切るためにウォルラス号を嵐に突入させる。 |               |           |                        | |               |                       |
| 21 | 3             | "XXI."    | ステファン・シュワルツ | ジョナサン・E・スタインバーグ & ダン・ショツ                                                         | 2016年2月6日  | 0.501                 |
| マックスとアンはイギリスの総督がナッソーに向かっていることを知る。ラッカムたちは島の防備について話し合うが、そこにフリントが死んだという報せが届く。ベインはティーチの協力を得るために難しい決断をする。ホーニゴールドがナッソーに上陸して恩赦の布告を伝えるが、ベインには賞金がかけられる。ウォルラス号はサルガッソ海で漂流し、乗組員たちは苦難に直面する。 |               |           |                        | |               |                       |
| 22 | 4             | "XXII."   | スティーブ・ボイアム   | ジョナサン・E・スタインバーグ & リサ・シュツル・ボイド                                               | 2016年2月13日 | 0.640                 |
| ウォルラス号の乗組員たちはマルーンの集落に捕らわれる。エレノアはロジャーズの顧問になる。海賊たちの多くが恩赦を受け入れ、ベインは付け狙われることになる。ベインはラッカムの協力でティーチの元に逃げるが、エレノアがロジャーズに協力していることを知る。ベインとティーチはロジャーズの艦隊に焼き討ち船を放ち、外洋に脱出する。スコットは奴隷たちを逃がそうとするが、イギリスの兵士によって撃たれる。 |               |           |                        | |               |                       |
| 23 | 5             | "XXIII."  | アリク・サカロフ       | ジョナサン・E・スタインバーグ & ロバート・レヴィーン                                                 | 2016年2月20日 | 0.679                 |
| マルーンの集落にスコットが運ばれてくる。フリントはナッソーが降伏したことを知るが、マルーンたちと手を組めば島を取り戻せると主張する。マックスはロジャーズに取り入り、ウルカ号の財宝と交換した真珠を贈るが、スペインは財宝の一部が持ち出されていることを知り激怒する。ラッカムは名声を失うことを恐れ、アンに真珠を任せて恩赦を受けようとする。フリントはナッソー奪還の手始めとしてベインに会うことを決める。 |               |           |                        | |               |                       |
| 24 | 6             | "XXIV."   | ルーカス・エトリン     | ダン・ショツ                                                                                         | 2016年2月27日 | 0.603                 |
| シルバーはマルーンの集落に残り療養する。フリントはオクラコーク島でティーチと決闘してベインを取り戻そうとするが、ベインがティーチを裏切る。ロジャーズはラッカムに真珠を返すよう要求する。ラッカムはロジャーズに従うフリをするが、アンに真珠を秘匿させる。フリントとベインは真珠の行方が鍵を握っていることを知る。 |               |           |                        | |               |                       |
| 25 | 7             | "XXV."    | ロブ・ベイリー         | マーク・ベルゼンスキー & ジョシュ・ローゼンバーガー                                                  | 2016年3月5日  | 0.658                 |
| マックスはアンに真珠を返せばラッカムは解放されると約束するが、スペインがラッカムの身柄を要求したためこれは反故にされる。ナッソーにはフリントが帰還する。シルバーは元海賊たちに仲間に加わらなければフリントの敵と見なすと宣言する。ベインとアンはラッカムと真珠両方を手に入れる計画を立てる。 |               |           |                        | |               |                       |
| 26 | 8             | "XXVI."   | ステファン・シュワルツ | エヴァン・ブレイウェイス                                                                             | 2016年3月12日 | 0.677                 |
| ウォルラス号では海賊とマルーンたちとの間で緊張が走る。ロジャーズはラッカムを護送するが、道中でフリント、ベイン、アンからの奇襲を受け、真珠とラッカムを奪われる。ビリーはベインを奪還するためにナッソーに潜入する。エレノアはベインと再会することになる。 |               |           |                        | |               |                       |
| 27 | 9             | "XXVII."  | スティーブ・ボイアム   | Story by : ブラッド・カレブ・ケーン & タイラー・ヴァン・パタン Teleplay by :ブラッド・カレブ・ケーン | 2016年3月19日 | 0.608                 |
| フリントはホーニゴールドの追跡を振り切ってマルーンの集落に戻る。集落ではついにスコットが命を落とす。エレノアは独房のベインと面会し、彼と縁を切って処刑させると伝える。ビリーはベインを救出する手はずを整えるが、ベイン自身がこれを退ける。ベインは絞首刑に処されるが、ナッソーの島民たちはイギリスに抵抗を覚える。フリントとラッカムはイギリス海軍を誘き寄せて迎撃する計画を立て、エレノアはホーニゴールドや民兵の力を借りて攻め入ろうとする。オクラコーク島のティーチの元にベイン処刑の報せが届く。 |               |           |                        | |               |                       |
| 28 | 10            | "XXVIII." | アリク・サカロフ       | ジョナサン・E・スタインバーグ & ロバート・レヴィーン                                                 | 2016年3月26日 | 0.644                 |
| フリントは集落に真珠を埋める。シルバーはフリントにイギリスと対決する本当の理由を聞く。島にイギリス軍が殺到しフリントが迎撃するが、イギリス軍とホーニゴールドは浜辺を占領してフリントを退却させる。ラッカムとアンはベインの復讐を誓うティーチと合流し、チェンバレン司令官の艦隊を破壊する。シルバーの策略によってイギリス軍は罠にはまり、海賊たちの奇襲を受ける。ホーニゴールドはフリントに殺され、イギリス軍は退却する。海賊たちは同盟を結んでイギリスとの決戦に備える。一方ナッソーではイギリスに寝返ったスロックモートン船長の元に黒丸という脅迫が届き、見せしめにされているベインの遺体を降ろすよう要求される。エレノアがこの要求を無視したため、ビリーはスロックモートンを殺し、ロング・ジョン・シルバーという名前を使って総督を脅迫する。 |               |           |                        | |               |                       |

### シーズン4
| 通算 話数 | シーズン 話数 | タイトル   | 監督                          | 脚本                                                                                           | 放送日        | U.S.視聴者数 (百万人) |
| --- | ------------- | ---------- | ----------------------------- | ---------------------------------------------------------------------------------------------- | ------------- | --------------------- |
| 29 | 1             | "XXIX."    | ルーカス・エトリン            | ジョナサン・E・スタインバーグ & ロバート・レヴィーン                                           | 2017年1月29日 | 0.738                 |
| フリントとティーチはナッソー奪還のため攻撃を仕掛けるが、ロジャーズの罠に嵌って退却を余儀なくされる。多くの海賊が捕まり、シルバーの行方も分からなくなる。ナッソーでは捕虜となった海賊たちをイギリス軍のベリンジャー大尉が拷問する。フリントとビリーは方針を巡って対立する。ティーチとラカムはベインの復讐を求める。ティーチはイギリス軍の兵士たちを捕らえ、ある要求のためにナッソーへ戻る。ロジャーズは別居中だった妻と別れてエレノアと結婚するが、前妻の家族たちはロジャーズの債権者に返済期限を早めることを促し、結果として返済が滞ることになる。シルバーは浜辺に流れ着き、そこである男で出会う。 |               |            |                               |                                                                                                |               |                       |
| 30 | 2             | "XXX."     | アリク・サカロフ              | ジョナサン・E・スタインバーグ & ダン・ショツ                                                   | 2017年2月5日  | 0.340                 |
| シルバーを捕らえたのはかつてティーチの仲間だったイスラエル・ハンズだった。ハンズはシルバーをイギリス軍に引き渡して懸賞金を得ようとするが、シルバーは別の道を提示する。エレノアはロジャーズの借金を返済するため祖父へ支援を求めることを提案する。ティーチがナッソーの港に戻り、イギリス軍の兵士たちの死体を送り付けてエレノアを引き渡すように要求する。ロジャーズはティーチを攪乱するため自身はポートロイヤルに出航し、その間にエレノアを祖父がいるフィラデルフィアへ向かわせる計画を立てる。フリントたちはアンダーヒルの農場を襲撃するが、海賊の襲撃を恐れた農場主たちは奴隷の反乱を防ぐために策を講じていた。それでも略奪することを望むビリーと奴隷たちとの信頼関係を重視するフリントの対立は決定的になる。シルバーはイギリス軍の代わりにマックスに身代金を払わせようとするが、彼女は逆にシルバーを捕らえようと目論む。マックスの計画は失敗し、部下たちはハンズに殺される。 |               |            |                               |                                                                                                |               |                       |
| 31 | 3             | "XXXI."    | ロエル・レイネ                | ジョナサン・E・スタインバーグ & ブラッド・カレブ・ケーン                                       | 2017年2月12日 | 0.503                 |
| マックスはベリンジャーに内密でシルバーを捕らえようとしたことで窮地に立たされる。イギリス軍がシルバーを追っていることを知ったフリントは先んじて彼を救出する。ティーチはロジャーズの船を襲撃するが、逆に捕らわれてしまう。ロジャーズはエレノアを脅かしたことを許さず、ティーチを残酷な方法で処刑する。エレノアは水面下でシルバーを捕らえるように取り計らうが、ベリンジャーはこれを無視してシルバーをおびき寄せる。シルバーやフリントが帰還した時、ナッソーの住民たちも蜂起する。さらにビリーの抵抗勢力も加勢し、守備隊は壊滅する。ベリンジャーはハンズに殺される。 |               |            |                               |                                                                                                |               |                       |
| 32 | 4             | "XXXII."   | マーク・ジョブスト            | ピーター・オッコ & マイケル・ラッセル・ガン                                                    | 2017年2月19日 | 0.483                 |
| ロジャーズは海賊がベリンジャーを殺してナッソーを奪還したという報せを受け、部下にティーチの乗組員たちの護送を任せて島に戻る。護送を任されたケンドリック中尉はティーチの乗組員たちを虐待して次々に殺す。アンの機転で海賊たちは船を乗っ取るが、彼女は重傷を負う。エレノアは砦に避難するがマックスがいないことに気付き、フリントに捕虜と引き換えに彼女を返すよう要求する。マックスを確保していたビリーは彼女を返すことに同意するが、フリントについてシルバーに警告する。マックスはシルバーに、問題を起こしたロンドンの貴族が送られる農場がフロリダより北にあるという話をする。シルバーはどの貴族がそこを利用したのか尋ねるが、マックスはそこまで知りえていない。マディはジュリアスという奴隷が反乱を起こして武装蜂起したことを知るが、彼らは海賊をも敵と見なしていた。島にロジャーズが帰還するが、身籠っているエレノアはフリントに取引を持ち掛ける。 |               |            |                               |                                                                                                |               |                       |
| 33 | 5             | "XXXIII."  | アリク・サカロフ              | ジョナサン・E・スタインバーグ & ロバート・レヴィーン                                           | 2017年2月26日 | 0.448                 |
| エレノアとフリントの取引についてビリーは納得しない。エレノアはスコットがマルーンを支援していた事実を知り、ショックを受ける。ロジャーズはポートロイヤルには向かわず、密かにスペイン領ハバナのラハ総督に謁見し、ナッソー奪還のため支援を求める。シルバーとビリーは真珠を受け渡すフリをしてフリントとエレノアを抹殺しようと目論むが、シルバーは逆にビリーを罠に嵌めてこれを阻止する。ラッカムがナッソーに帰還し、フリントにロジャーズは取引に応じないだろうと警告する。ナッソーにはスペインの艦隊が迫る。 |               |            |                               |                                                                                                |               |                       |
| 34 | 6             | "XXXIV."   | スティーブ・ボイアム          | ジョナサン・E・スタインバーグ & ロバート・レヴィーン                                           | 2017年3月5日  | 0.448                 |
| シルバーはアンダーヒルの奴隷たちにビリーを引き渡し、ジュリアスと同盟を結ぶ。ナッソーにロジャーズと12隻のスペイン艦隊が現れる。フリント、エレノア、マディは砦に戻る途中でスペイン兵と遭遇し、バーロウ夫人の家に避難する。マックスはエレノアを探しに砦から飛び出すが、ラッカムと出会う。ラッカムはウォルラス号で避難したフェザーストーンと合流し、マックスはアンと再会する。アンダーヒルの農場にもスペイン兵が殺到し、シルバーは追いつめられるが、ジュリアスの援軍に救われる。フリントが敵を追跡している間にエレノアとマディがスペイン兵に襲われる。エレノアは重傷を負い、バーロウ夫人の家は焼け落ちてマディの行方は分からなくなる。フリントが戻った時エレノアは死にかけており、スペイン人はロジャーズが連れてきた物ではないと信じたまま死ぬ。フリントはマルーンの集落に戻り、ラッカムは北へ向かう。集落にはナッソー陥落の報せを受けて各地から海賊や逃亡奴隷たちが集結していた。 |               |            |                               |                                                                                                |               |                       |
| 35 | 7             | "XXXV."    | ルーカス・エトリン            | ロバート・レヴィーン & ブラッド・カレブ・ケーン                                                | 2017年3月12日 | 0.505                 |
| ロジャーズはエレノアが妊娠していたことを知る。ビリーはロジャーズに投降し、自身を裏切ったフリントとシルバーに復讐するため2人の仲を引き裂く案を提案する。マディは生存しており、ロジャーズに囚われていた。ラッカムたちはフィラデルフィアに到着し、エレノアの祖母であるマリオン・ガスリーに支援を求めるが、代わりにフリントを殺すことを要求される。集落にマディと引き換えに真珠を要求する手紙が届く。フリントは真珠を渡すことはできないと主張し、秘密裏にナッソーに潜入してマディを救い出す計画を立てる。シルバーは同意するが、埋められていた真珠を密かに持ち出す。 |               |            |                               |                                                                                                |               |                       |
| 36 | 8             | "XXXVI."   | ユタ・ブリースウィッツ        | Story by : ジェニファー・カスティーロ & ジリアン・モリン Teleplay by :タイラー・ヴァン・パタン | 2017年3月19日 | 0.473                 |
| ロジャーズとビリーは真珠の受け渡し場所としてかつてヘンリー・エイヴリーが来たこともあるという骸骨島に決める。ラッカムとフェザーストーンはフリントを追うためナッソーに戻る。フィラデルフィアに残されたアンは出ていこうとするが、イデルに止められる。マリオン・ガスリーはマックスとの共同事業に参入することを決め、ラッカムを追いやってマックスと政略結婚させた夫を後釜に据えようとするが、マックスはこれを断る。ナッソーではラッカムとフェザーストーンが骸骨島について知る。フリントとシルバーは真珠を巡って激しく言い争う。フリントは納得したように見えるが密かにシルバーを裏切り、真珠を持って骸骨島の内陸に逃げる。シルバーはロジャーズとビリーに会い、ハンズ含め6名の精鋭にフリントを追跡させ、殺すよう命じたと話す。 |               |            |                               |                                                                                                |               |                       |
| 37 | 9             | "XXXVII."  | スティーブ・ボイアム          | ジョナサン・E・スタインバーグ & ダン・ショツ                                                   | 2017年3月26日 | 0.501                 |
| 回想でフリントがシルバーに戦い方を教える場面が描かれる。ラッカムは昔ヘンリー・エイヴリーの乗組員だったという老人に骸骨島まで案内させるが、彼は航海中に発作を起こして死ぬ。ハンズと精鋭たちは真珠を持って逃走したフリントとドゥーリーを追跡する。フリントは追手たちを殺して追撃を退け、ドゥーリーに真珠を埋めさせる。海賊への復讐に囚われるロジャーズとビリーはウォルラス号に火を放ち、乗組員たちを虐殺する。フリントはハンズを倒しシルバーとも対決するが、そこにウォルラス号の爆発音が届き、戦いは中断される。フリントたちは船を失ったことを知る。 |               |            |                               |                                                                                                |               |                       |
| 38 | 10            | "XXXVIII." | ジョナサン・E・スタインバーグ | ジョナサン・E・スタインバーグ & ロバート・レヴィーン                                           | 2017年4月2日  | 0.568                 |
| 回想でシルバーがサバンナに貴族を送る農場があることを知り、そこにトーマス・ハミルトンが収容されていることを突き止める。骸骨島ではロジャーズとビリーがウォルラス号の乗組員たちを襲撃するが、そこにラッカムの船が現れる。ラッカムはフリントを殺すことを保留して彼らを助け出す。フリントたちはラッカムの船でロジャーズを追跡し、船を拿捕して制圧する。ビリーは海に落ち、ロジャーズは捕らわれ、マディは救出される。フリントとシルバーは真珠を取り戻すため骸骨島に引き返すが、シルバーはその資金源を元に終わりのない戦いが再開されることを恐れ、回収することを辞める。シルバーはサバンナの農場についてフリントに打ち明け、彼はそこでトーマス・ハミルトンと再会する。ラッカムはフィラデルフィアに戻り、マリオン・ガスリーにロジャーズの負債を買い取らせ、彼を債務不履行で投獄させる。ロジャーズは逃亡奴隷たちとの条項に同意せざるを得なくなり彼らは自由となる。海賊や逃亡奴隷たちは去り、マディはシルバーが戦いを辞めてフリントを追いやったことに怒るが、シルバーは彼女が許すまで待つと言う。ビリーは骸骨島に流れ着いて置き去りにされる。ナッソーではフェザーストーンが新しい総督になり、影の支配者としてマックスが統治に助言する。表向きには海賊はいなくなるが、ラッカムは秘密裏に海賊行為を行う。ラッカムの船にマーク・リードという少年が志願する。 |               |            |                               |                                                                                                |               |                       |